# 아디스아바바 동물원
아디스아바바 동물원(Addis Ababa Zoo)은 에티오피아 아디스아바바에 위치한 동물원이다. 1948년 하일레 셀라시에 1세가 건립하여 현재까지 운영하고 있다. 유인원·작은쿠두·오리·맹금류·파충류·사자 등을 전시한다.